# Бегония (месторождение)
Бегония (порт. Begônia) — нефтяное месторождение Анголы. Расположено в Атлантическом океане. Открыто в апреле 2010 года. Бегония находится в блоке 17/06.
Нефтеносность связана с отложениям миоценового возраста. Плотность нефти составляет 0,850 г/см³ или 35° API.
Начальные запасы нефти оценивается 20 млн тонн.
Оператором блока 17/06 является французская нефтяная компания Total (30%). Другие партнеры блока Sonangol (43,75%), Sinopec (13,75%), ACREP (5%), Falcon Oil (5%) и Partex Oil & Gas (2,5%).